# 拉杰纳特·辛格

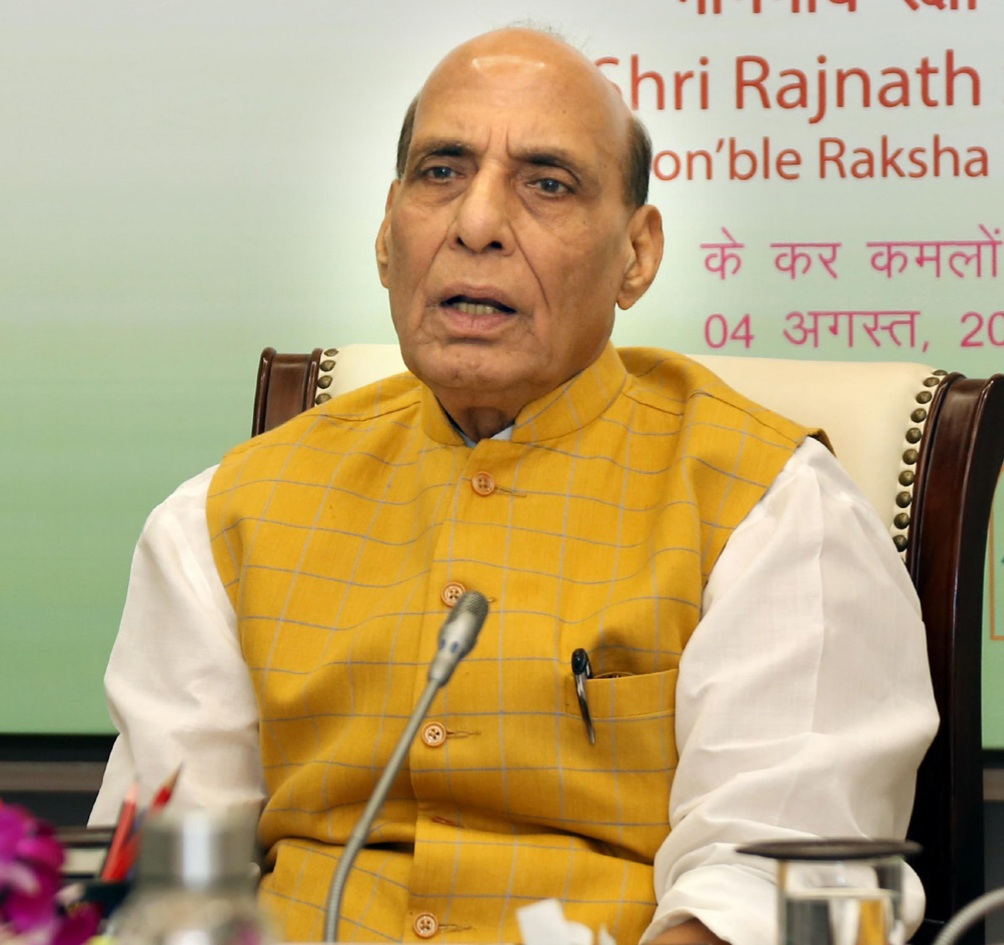

拉杰纳特·辛格（1951年7月10日—）现任印度国防部长，曾担任印度人民党主席、北方邦首席部长。生于北方邦昌达乌利县。此外，他还曾在阿塔尔·比哈里·瓦杰帕伊和纳伦德拉·莫迪内阁中任职。2015年9月曾参加纪念中国人民抗日战争暨世界反法西斯战争胜利70周年大会。2022年1月10日感染2019冠狀病毒病。